# هن (مانگا)
هن (変, «شگفتی») یک مجموعه مانگای ژاپنی است که توسط هیرویا اوکو نوشته و مصورسازی شده است. هن از دو سری مجزا تشکیل شده است که هر دو در مجلهٔ سینن مانگای ویکلی یانگ جامپ از انتشارات شوئیشا چاپ می‌شدند؛ اولین سری از ۱۹۸۹ تا ۱۹۹۴، و دومی از ۱۹۹۵ تا ۱۹۹۷. هر دو سری در سال ۱۹۹۶، دستمایه اقتباس درام تلویزیونی قرار گرفتند که از تی‌وی آساهی پخش شدند. سری دوم تبدیل به یک اووی‌ای دو قسمتی گردید که در سال ۱۹۹۷ منتشر شد. در آمریکای شمالی، این اووی‌ای توسط سنچرال پارک مدیا تحت عنوان عشق عجیب مجوز گرفت و در سال ۲۰۰۲ و در قالب دی‌وی‌دی عرضه شد.

## داستان
- سری اول («سوزوکی و ساتو»):

ایچیرو سوزوکی (鈴木 一郎 Suzuki Ichirō) یک مرد جوان دگرجنس‌گرا که شیفتهٔ مردی جوان به نام یوکی ساتو (佐藤 ゆうき Satō Yūki) می‌شود، متقاعد شده است که عشق بی‌شونن او دختری است که در بدن پسری به دام افتاده است. سه جلد اول این مجموعه داستان‌های اولیه کوتاه اوکو، شامل نسخه‌های آزمایشی هر دو سری هن را جمع‌آوری می‌کند.
- سری دوم («چیزورو و آزومی»):

چیزورو یوشیدا یک دانش‌آموز دبیرستانی زیبا و بی‌نقص، در نهایت وحشت، عاشق دختری بی‌گناه به نام آزومی یامادا (山田 あずみ Yamada Azumi) می‌شود. نسخهٔ اولیه این داستان در جلد دوم سری اول منتشر شد.